# Карагандинский государственный технический университет
Караганди́нский техни́ческий университе́т имени Абылкаса Сагинова (КарТУ, бывш. КарГТУ) (ранее Карагандинский горный институт, Карагандинский политехнический институт (КарПИ)) — высшее учебное заведение по подготовке технических кадров в городе Караганда. Основан 9 июля 1953 года. Обучение ведётся по широкому кругу технических и гуманитарных специальностей.

## Предыстория

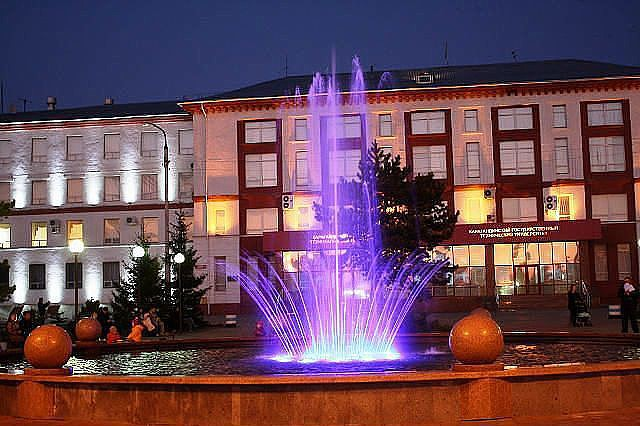
Главный корпус КарГТУ

Необходимость создания института была обусловлена дефицитом квалифицированных кадров для работы в бурно развивающихся горнодобывающей (а особенно угольной) и металлургической отраслях Казахстана и в целом СССР. В связи с этим в 1953 году Советом Министров СССР было принято постановление о дальнейшем расширении и улучшении подготовки инженеров по горным специальностям, увеличении приема студентов в существовавшие горные институты и горные факультеты и открытии новых горных институтов в Караганде, Перми и Туле. На основании этого постановления и приказов Министерства культуры СССР № 1223 от 9 июля 1953 года и № 1274 от 18 июля 1953 года был организован «Карагандинский горный институт».
Открытие горного института явилось крупным событием не только для Караганды, но и для всего Центрального Казахстана. Местные органы власти уделяли молодому вузу должное внимание: было выделено временное помещение, для учебных занятий, а студенты были размещены в общежитиях вузов и техникумов города.
Первым директором (ректором) созданного Карагандинского горного института был назначен кандидат технических наук Нурмухамедов Юнус Кадырбаевич, работавший доцентом Московского горного института. Ю. К. Нурмухамедов — один из первых горных инженеров-казахов, окончивших в 1934 г. Днепропетровский горный институт. Заместителем директора института был назначен кандидат технических наук Г. Е. Иванченко, ранее возглавлявший на протяжении многих лет Карагандинский горный техникум.
В Карагандинском горном институте первоначально были открыты две специальности: «Разработка месторождений полезных ископаемых» и «Горная электромеханика». Первый набор из 200 студентов был сделан осенью 1953 года.
Укомплектование горного института научно-педагогическими кадрами в первые годы шло с большими трудностями. В последующие годы профессорско-преподавательский состав пополнялся в основном за счет высококвалифицированных специалистов из других вузов страны, опытных специалистов с производства и молодежи, окончившей аспирантуру.
Преподавательский состав насчитывал 30 человек, в том числе 8 кандидатов наук:
| - Ю. К. Нурмухамедов - А. Б. Байжанов - Б. И. Халепский - Е. А. Гурьянова - К. В. Струве - Г. Е. Иванченко - М. П. Тонконогов - И. А. Труфанов - М. А. Ермеков - Ш. У. Кан | - П. И. Кирюхин - Л. Л. Тимохина - Б. Г. Христенко - С. Г. Дягтярев - А. Ишмухамедов - Г. И. Моисеев - Л. Г. Кейтлин - В. Н. Бринза - Н. Я. Снитковский - Ф. С. Марков | - А. П. Ли - С. Л. Серов - Н. Е. Гурин - Р. А. Царева - И. П. Рыбаков - Н. Е. Соколов - Э. П. Келлер - А. Е. Яковлев - А. Г. Здравомыслов - Т. Е. Гуменюк |

В 1953/1954 учебном году были созданы новые кафедры для подготовки горных инженеров:
- «Разработка месторождений полезных ископаемых и геология, геодезия и маркшейдерия» (и. о. зав. кафедрой И. А. Труфанов)
- «Высшая математика и теоретическая механика» (и. о. зав. кафедрой Ш. У. Кан)
- «Начертательная геометрия, графика и технология металлов»
- «Химия и физика» (и. о. зав. кафедрой Е. А. Гурьянова)
- «Иностранные языки» (зав. кафедрой Л. Л. Тимохина)
- «Физкультура и спорт»
- «Марксизм-ленинизм» (и. о. зав. кафедрой Н. Ф. Бобров)
- «Военная кафедра» (начальник, полковник В. Н. Ижик)

Занятия в первый год проводились в малоприспособленных для учебного процесса зданиях. Оперативно, собственными силами, шла реконструкция: были введены две лекционные аудитории, физическая и химическая лаборатории, кабинеты геологии, геодезии, марксизма-ленинизма, чертежный зал, спортивный и читальный залы, помещение для библиотеки.
Параллельно с этим создавалась материально-техническая база. Комбинат «Карагандауголь» выделил для учебного процесса токарные, фрезерные и другие станки. Кафедры, лаборатории, кабинеты к концу первого учебного года более или менее удовлетворительно были оснащены необходимыми инструментами, приборами и оборудованием.
В 1955 г. произошла смена руководства. Приказом Министерства высшего образования СССР № 351-К от 3 марта 1955 года ректором института назначается кандидат технических наук А. С. Сагинов, работавший директором КНИУИ.
Первоочередной задачей того времени являлось формирование профессорско-преподавательского состава института и укрепление его руководящего состава. По рекомендации Минвуза СССР на должность проректора был назначен доктор технических наук, профессор М. Л. Рудаков, крупный специалист в области маркшейдерии, который одновременно возглавил кафедру маркшейдерского дела. По конкурсу прошли: А. Г. Поляков из Свердловска на должность зав. кафедрой шахтного строительства, К. И. Акулов из Литвы — на должность зав. кафедрой марксизма-ленинизма; избраны доцентами кандидаты наук О. В. Хорошев, И. С. Колотова, Н. М. Ананьев и А. А. Снитко из Днепропетровска. Преподавательский корпус пополнялся также и опытными производственниками: А. Н. Лебедевым, В. К. Щедровым, которые плодотворно и длительное время трудились в вузе.
По мере становления и развития института возникла необходимость поиска более кардинальных мер для формирования качественного профессорско-преподавательского состава. Руководство института выбрало единственно правильный путь подготовки кадров через целевую аспирантуру. В отдельные годы в целевую аспирантуру центральных вузов направлялось до 30 человек. Естественно, не все завершали успешно учёбу и возвращались обратно в вуз, но в целом этот курс дал положительные результаты, и к концу шестидесятых годов проблема укомплектованности профессорско-преподавательского состава кандидатами наук в основном была решена.
Успешному решению проблемы подготовки кадров высокой квалификации способствовало создание в конце 1966 года объединённого Совета по защите кандидатских диссертаций по нескольким специальностям: «Подземная разработка и эксплуатация угольных, рудных и нерудных месторождений», «Горные машины», «Металлургические процессы горных металлов», «Автоматизация производства», «Литейное производство». Также значительную организационно-методическую помощь оказывал Московский горный институт, который, по сути, был шефом-куратором Карагандинского института. Многие выпускники аспирантуры Московского горного института работали и продолжают ныне трудиться в университете, передавая богатейший опыт молодежи.

## Новый этап
Согласно постановлению Совета Министров СССР № 127 от 31 марта 1958 года Карагандинский горный институт был преобразован в Карагандинский политехнический институт. Это событие явилось знаменательным не только в жизни вуза, но и в жизни всего Казахстана, поскольку это был первый политехнический вуз на территории республики. В этот период институт посещает выдающийся казахстанский ученый, президент Академии наук Казахской ССР К. И. Сатпаев. В этот же год был осуществлен первый выпуск института — 157 горных инженеров-технологов и электромехаников были готовы трудиться на благо республики на горнодобывающих и металлургических предприятиях по всей стране. Многие из них впоследствии смогли проявить себя как высококвалифицированные специалисты:
- И. Ф. Грязнов, В. А. Топилин, И. Т. Волочаев на протяжении долгого времени возглавляли крупные шахты Донецкого и Карагандинского угольных бассейнов
- К. Н. Адилов, доктор технических наук, профессор, член-корреспондент Национальной академии наук РК
- А. Н. Данияров, доктор технических наук, профессор, был проректором института и возглавлял кафедру промышленного транспорта
- А. А. Алимбаев, доктор экономических наук, профессор, директор Института рыночных отношений
- Т. Исмагулов, работал главным энергетиком НПО «Жезказганцветмет», президентом АО «Жезэнерго», является почетным гражданином города Сатпаев

К началу шестидесятых годов в институте функционировало уже двадцать кафедр:
- марксизма-ленинизма
- физики
- высшей математики
- химии
- иностранных языков
- геологии
- начертательной геометрии и графики
- теоретической механики и сопротивления материалов
- физвоспитания
- разработки месторождений полезных ископаемых
- горных машин и рудничного транспорта
- горной механики
- строительства горных предприятий
- геодезии и маркшейдерского дела
- технологии строительного производства
- теплотехники и металлургических печей
- общей электротехники
- технологии металлов
- рудничной вентиляции и техники безопасности
- экономики, организации и планирования горных предприятий

Реорганизован в Карагандинский государственный технический университет (КарГТУ) 7 мая 1996 года.

## Руководители

### Ректоры
| Фамилия имя отчество           | Ученая степень и звание            | Годы работы    |
| ------------------------------ | ---------------------------------- | -------------- |
| Нурмухамедов Юнус Кадырбаевич  | кандидат технических наук, доцент  | 1953–1955      |
| Сагинов Абылкас Сагинович      | доктор технических наук, профессор | 1955–1987      |
| Лазуткин Александр Григорьевич | доктор технических наук, профессор | 1988–1993      |
| Пивень Геннадий Георгиевич     | доктор технических наук, профессор | 1994–2008      |
| Газалиев Арстан Мауленович     | доктор химических наук, профессор  | 2008–2016      |
| Ибатов Марат Кенесович         | доктор технических наук, профессор | 2016 — по н.в. |

### Проректоры
Учебно-методическая, научная и воспитательная работа:
| Фамилия имя отчество              | Должность                                            | Ученая степень и звание                 | Годы работы  |
| --------------------------------- | ---------------------------------------------------- | --------------------------------------- | ------------ |
| Иванченко Георгий Евтихиевич      | заместитель директора по учебной работе              | кандидат технических наук, доцент       | 1953–1955    |
| Рудаков Михаил Лазаревич          | заместитель директора по учебной и научной работе    | доктор технических наук, профессор      | 1955–1957    |
| Хорошев Олег Васильевич           | проректор по учебной работе                          | кандидат технических наук, доцент       | 1958–1960    |
| Поляков Александр Гаврилович      | проректор по научной работе                          | кандидат технических наук, доцент       | 1959–1961    |
| Умбеталин Сафа Умбеталиевич       | проректор по учебной работе                          | кандидат технических наук, доцент       | 1960–1963    |
| Кичигин Анатолий Филиппович       | проректор по научной работе                          | доктор технических наук, профессор      | 1961–1971    |
| Христенко Богдан Григорьевич      | проректор по вечернему и заочному обучению           | -                                       | 1961–1970    |
| Климов Борис Григорьевич          | проректор по учебной работе                          | доктор технических наук, профессор      | 1963–1968    |
| Бырька Владимир Филиппович        | проректор по учебной работе                          | доктор технических наук, профессор      | 1968–1981    |
| Данияров Асылхан Нурмухамедович   | проректор по вечернему и заочному обучению           | доктор технических наук, профессор      | 1970–1987    |
| Лазуткин Александр Григорьевич    | проректор по научной работе                          | доктор технических наук, профессор      | 1971–1987    |
| Гращенков Николай Федорович       | проректор по учебной работе                          | доктор технических наук, профессор      | 1981–1990    |
| Янцен Иван Андреевич              | проректор по научной работе                          | доктор технических наук, профессор      | 1987–2001    |
| Ходжаев Равиль Шарипович          | проректор по вечернему и заочному обучению           | доктор технических наук, профессор      | 1987–1990    |
| Ходжаев Равиль Шарипович          | проректор по учебной работе                          | доктор технических наук, профессор      | 1990–1992    |
| Малыбаев Сакен Кадыркенович       | проректор по заочному обучению                       | кандидат технических наук, профессор    | 1990–1992    |
| Малыбаев Сакен Кадыркенович       | проректор по учебно-методической работе              | кандидат технических наук, профессор    | 1992–1994    |
| Фазылов Айткожа Фазылович         | проректор по воспитательной работе                   | кандидат технических наук, доцент       | 1990–1995    |
| Фазылов Айткожа Фазылович         | проректор по обучению на государственном языке       | кандидат технических наук, доцент       | 1997–2000    |
| Фазылов Айткожа Фазылович         | проректор по воспитательной работе                   | кандидат технических наук, доцент       | 2000–2002    |
| Мулдагалиев Зора Абуович          | проректор по учебной работе                          | кандидат технических наук, доцент       | 1992–1994    |
| Нургужин Марат Рахмалиевич        | проректор по учебной работе                          | доктор технических наук, профессор      | 1994–1996    |
| Нургужин Марат Рахмалиевич        | первый проректор                                     | доктор технических наук, профессор      | 1996–2004    |
| Акимбеков Азимбек Кыздарбекович   | проректор по научной работе и международным связям   | доктор технических наук, профессор      | 2001–2010    |
| Хамимолда Бауржан Жексембекулы    | проректор по воспитательной работе                   | доктор технических наук                 | 2002–2008    |
| Пак Юрий Николаевич               | проректор по учебно-методической работе              | доктор технических наук, профессор      | 1994–2009    |
| Смолькина Татьяна Петровна        | проректор по учебно-методической работе              | кандидат педагогических наук, профессор | 2009         |
| Жетесова Гульнара Сантаевна       | проректор по стратегическому развитию                | доктор технических наук, профессор      | 2016-н.в.    |
| Данияров Нурлан Асылханович       | проректор по учебно-методической работе              | кандидат технических наук, профессор    | 2010         |
| Кропачев Петр Александрович       | советник ректора                                     | кандидат технических наук, профессор    | 2011 – н. в. |
| Ибатов Марат Кенесович            | первый проректор                                     | доктор технических наук, профессор      | 2011 – н. в. |
| Исагулов Аристотель Зейнуллинович | проректор по инновациям и учебно-методической работе | доктор технических наук, профессор      | 2011 – н. в. |
| Егоров Виктор Владимирович        | проректор по учебной работе                          | доктор педагогических наук, профессор   | 2008 – 2016  |
| Байжабагинова Гульжахан Абжановна | проректор по воспитательной работе                   | кандидат технических наук               | 2012 – н.в.  |

Административно-хозяйственная часть:
| Фамилия имя отчество           | Должность                                                                            | Годы работы          |
| ------------------------------ | ------------------------------------------------------------------------------------ | -------------------- |
| Дюсембаев Мукаш Абельдинович   | заместитель директора по хозяйственной работе                                        | 1953–1955            |
| Степанов Гавриил Спиридонович  | заместитель директора по хозяйственной работе                                        | 1955–1956            |
| Омаров Кази Омарович           | заместитель директора по хозяйственной работе                                        | 1956–1958            |
| Владимиров Алексей Васильевич  | заместитель директора по хозяйственной работе                                        | 1958–1959            |
| Майер Александр Федорович      | заместитель директора по хозяйственной работе                                        | 1959–1963            |
| Пятецкий Ефим Наумович         | проректор по административно-хозяйственной работе                                    | 1963–1967            |
| Байназаров Загит Закирович     | проректор по административно-хозяйственной работе                                    | 1967–1970            |
| Лыткин Владимир Константинович | проректор по административно-хозяйственной работе                                    | 1970–1983            |
| Бейсенов Аманкул Ахметович     | проректор по административно-хозяйственной работе                                    | 1983–1987            |
| Фомин Виктор Алексеевич        | проректор по административно-хозяйственной работе                                    | 1992–1996            |
| Сандыбаев Серик Зайнетдинович  | проректор по административно-хозяйственной работе                                    | 1996–1998            |
| Никонов Юрий Александрович     | проректор по административно-хозяйственной работе                                    | 1987–1992, 1998—2009 |
| Раимханов Ерлан Мадениевич     | проректор по административно-хозяйственной работе                                    | 2009–2010            |
| Токтабаева Балташ Мусаиповна   | проректор по социально-экономическим вопросам и административно–хозяйственной работе | 2010–2011            |
| Урбисинов Бауыржан Кушербаевич | проректор по административно-хозяйственной работе                                    | 2011–2012            |
| Жанагулов Газиз Кинаятович     | проректор по административно-хозяйственной работе                                    | 2012 – н. в.         |

## Колледж инновационных технологий КарГТУ
Карагандинский государственный технический университет в 2016 году открыл факультет среднего профессионального образования — «Колледж инновационных технологий КарГТУ» с присвоением государственного диплома среднего профессионального образования по 11 востребованным техническим специальностям:
- Открытая разработка месторождений полезных ископаемых;
- Профессиональное обучение (по отраслям);
- Строительство и эксплуатация зданий и сооружений;
- Технология машиностроения (по видам);
- Токарное дело и металлообработка (по видам);
- Сварочное дело (по видам);
- Техническое обслуживание, ремонт и эксплуатация автомобильного транспорта;
- Организация перевозок и управление движением на железнодорожном транспорте;
- Вычислительная техника и программное обеспечение (по видам);
- Автоматизация и управление (по профилю);
- Электроснабжение (по отраслям).

Колледж инновационных технологий КарГТУ входит в структурное подразделение КарГТУ, и все студенты обучаются на кафедрах Карагандинского государственного технического университета. В колледже создан деканат а также другие различные учебно-методические и вспомогательные отделы для обучения студентов.
Директор колледжа инновационных технологий КарГТУ — Смагулова Нурбиби Абсадыковна, магистр педагогических наук, имеет три высших профессиональных образования, автор более 20 научных статей.

## Детская компьютернаяшкола«Байт» Воскресная начальная инженерная школа для учеников 11-х классов
1. Специализированная школа-интернат «Мурагер»
2. До 1999 года при университете действовали следующие колледжи:
  - Колледж информационных технологий и вычислительной техники (ИТВТ) (открыт 5 августа 1997)
  - Электромеханический колледж (ЭМК) (открыт в 1998)
  - Колледж строительного бизнеса (КСБ) (открыт в 1999)
Приказом ректора № 396 от 12 октября 1999 года все колледжи при университете были объединены в единый Колледж информационных технологий и бизнеса (ИТБ).
3. Также при университете действует технический лицей, открытый в 1996 году.

### Материально-техническая база
Университет располагается в семи учебных корпусах, общая площадь которых составляет 72200 м². При университете действуют благоустроенное общежитие и столовая. Также было построено самое большое общежитие для студентов КарГТУ под названием — «Армандастар Ордасы». Университет располагает одной из крупнейших в Центральном Казахстане библиотек, чей фонд насчитывает более 1,6 млн экземпляров.
Научно-исследовательский институт электронных образовательных технологий им. Первого Президента РК при университете включает в себя 5 лабораторий, снабженных новейшим аппаратным и программным обеспечением. Институт занимается развитием информационно-коммуникационной среды университета. На сегодняшний день разработано и внедрено в учебный процесс более 7000 электронных учебных изданий, функционирует портал дистанционного обучения.
Спортивный комплекс университета является одним из крупнейших в городе Караганде. Он состоит из семи специализированных залов и нескольких мини-стадионов. Спортивные и оздоровительные мероприятия также могут проводиться в университетском спортивно-оздоровительном лагере, располагающемся в национальном парке города Каркаралинск. Он открыт как для преподавателей и сотрудников университета, так и для студентов.

## Выдающиеся выпускники КарГТУ
- Нурсултан Абишевич Назарбаев — первый президент Казахстана.
- Берик Сайлауович Камалиев — экс-министр транспорта и коммуникаций.
- Тулеутай Скакович Сулейменов — первый министр иностранных дел республики после обретения независимости, дипломат, чрезвычайный и полномочный посол Республики Казахстан в ряде стран.
- Пётр Петрович Нефёдов — экс-заместитель министра энергетики Казахстана.
- Ерик Хамзинович Султанов — казахский государственный деятель, аким Северо-Казахстанской области.
- Бауржан Туйтеевич Абдишев — казахский государственный и политический деятель.
- Токарев Николай Петрович — генерал-майор Федеральной службы безопасности Российской Федерации, российский промышленник, председатель правления, президент ОАО «Транснефть».
- Мурзаханова Сауле Ахметовна — бывший заместитель председателя Совета директоров банка.
- Кусаинов Абельгази Калиакпарович — экс-министр транспорта и коммуникаций, избирался депутатом Сената Парламента, заместитель председателя Сената Парламента РК, председатель Федерации профсоюзов Казахстана.
- Нигматуллин Нурлан Зайруллаевич — бывший руководитель администрации первого президента Казахстана, с 22 июня 2016 года — председатель Мажилиса парламента шестого созыва Казахстана.
- Серик Сапиев — казахский боксёр, депутат Мажилиса парламента Казахстана.
- Жакгенов Олжас Габидуллаевич — полковник, сотрудник центрального аппарата комитета национальной безопасности Казахстана.
- Секербаев Кудайберген Изатович — полковник, заместитель начальника Департамента Центрального аппарата Комитета национальной безопасности Казахстана.
- Соловьёв Владимир Иванович — президент казахстанской академии менеджмента качества, академик НИА РК, доктор технических наук.

## Факультеты университета
По состоянию на декабрь 2015 года при университете действует 9 факультетов:
Горный факультет
- Кафедра «Разработка месторождений полезных ископаемых»
- Кафедра «Маркшейдерское дело и геодезия»
- Кафедра «Рудничная аэрология и охрана труда»
- Кафедра «Горные машины и оборудование»
- Кафедра «Геофизики и Геологии»
- Кафедра «Промышленная экология и химия»

Архитектурно-строительный факультет
- Кафедра «Строительство и жилищно-коммунальное хозяйство»
- Кафедра «Архитектура и Дизайн»
- Кафедра «Технология строительных материалов и изделий»
- Кафедра «Социально-гуманитарные дисциплины»
- Кафедра «История Казахстана»
- Кафедра «Русского языка и культуры»
- Кафедра «Профессиональное обучение»

Факультет энергетики автоматики и телекоммуникации
- Кафедра «Автоматизации производственных процессов»
- Кафедра «Технологии систем связи»
- Кафедра «Энергетики»
- Кафедра «Физики»

Машиностроительный факультет
- Кафедра «Металлургии, материаловедения и нанотехнологий»
- Кафедра «Технологии машиностроения»
- Кафедра «Иностранных языков»
- Кафедра «Сварочного и литейного производства»

Транспортно-дорожный факультет
- Кафедра «Автомобильного транспорта»
- Кафедра «Промышленного транспорта» им. проф. А. Н. Даниярова
- Кафедра «Казахского языка и культуры»
- Кафедра «Высшей математики и Механики»
- Кафедра «Начальной военной подготовки»
- Кафедра «Физического воспитания»
- Кафедра «Военная кафедра»

Факультет инновационных технологий
- Кафедра «Информационные технологии и безопасность»
- Кафедра «Информационные вычислительные системы»
- Кафедра «Приборостроение»

Факультет экономики и менеджмента
- Кафедра «Экономика предприятия»
- Кафедра «Организация производства»
- Кафедра «Менеджмент предприятия»

Колледж инновационных технологий (Факультет среднего профессионального образования КарГТУ)
- Кафедра «Физического воспитания и спорта»
- Кафедра «Физика»
- Кафедра «Иностранных языков»
- Кабинет 429, 425, 430, предметный кабинет
- Кафедра «ИТБ»

Факультет дистанционного обучения (ФДО)
Обучение происходит по современным методикам и инновационным технологиям, студентов обучают по очной форме с применением дистанционных образовательных технологий (ДОТ) по всем направлениям бакалавриата.

## Членство в ассоциациях
Карагандинский государственный технический университет является коллективным членом:
- Международной академии наук высшей школы (МАН ВШ[4])
- Международной ассоциации инженеров-аналитиков в области автоматизированного анализа (англ. NAFEMS[5], Великобритания)
- Международной геотехнической ассоциации (англ. ISSMGE[6])

а также официальным представителем специализирующихся на разработке средств автоматизированного анализа фирм:
- ANSYS[7] (США)
- CADFEM[8] (Германия)Международный институт сварки

Евразийская Ассоциация Университетов
Университетом были учреждены:
- Ассоциация технических вузов Казахстана, Средней Азии, Урала и Сибири

а также на его базе созданы:
- Карагандинское отделение Инженерной академии РК
- Карагандинское отделение Академии естественных наук РК
- Центрально-казахстанское отделение Международной академии информатизации
- Ассоциация сварщиков Казахстана

## Награды
- В 1958 году коллективу Карагандинского политехнического института впервые присуждена правительственная награда «Памятное красное знамя» ЦК КП Казахстана и Совета Министров КазССР за успехи в работе.
- В 1964 году за успехи в проведении уборки целинного урожая институту присуждается «Памятное Красное Знамя» ЦК КП Казахстана и Совета Министров КазССР.
- В 1967 году ЦК ЛКСМ Казахстана и Министерство сельского хозяйства Казахстана наградили студенческий строительный отряд Карагандинского политехнического института Красным Знаменем, «Студенческая целинная стройка 1967 года».
- В 1968 году Министерство сельского хозяйства КазССР и Казахстанский штаб строительных студенческих отрядов (ССО) наградили лучший ССО Карагандинской области ССО Карагандинского политехнического института Красным Знаменем «Студенческая целинная стройка 1968 года».
- В 1969 году Президиум Верховного Совета КазССР наградил Карагандинский политехнический институт «Почетной грамотой» Верховного Совета КазССР за заслуги в формировании и организации работы студенческих строительных отрядов в Казахстане.
- В 1970 году ЦК КП Казахстана, Президиум Верховного Совета КазССР, Совет Министров КазССР и Казсовпроф наградили коллектив Карагандинского политехнического института «Почетной грамотой» в ознаменование 50-летия КазССР и КП Казахстана.
- В 1972 году Карагандинский политехнический институт удостоен высокой награды ЦК КПСС и Президиума ВС СССР, Совета Министров СССР и ВЦСПС «Юбилейным почетным знаком» за достижение наивысших результатов во Всесоюзном соревновании в ознаменование 50-летия образования СССР.
- 18 февраля 1976 года Президиум ВС СССР за достигнутые успехи в подготовке специалистов для народного хозяйства и выполнении научных исследований в девятой пятилетке наградил Карагандинский политехнический институт «Орденом Трудового Красного Знамени».
- 21 мая 1976 года Карагандинский политехнический институт занесен в «Золотую Книгу Почета КазССР» за высокие показатели в работе.
- 20 февраля 1979 года ЦК КП Казахстана, Совет Министров КазССР, Казсовпроф и ЦК ЛКСМ Казахстана за достижения наивысших результатов в Республиканском соревновании по подготовке специалистов, совершенствование учебного процесса, повышение эффективности научных исследований и улучшения идейно-воспитательной работы в коллективе институт награждён Переходящим Красным Знаменем.
- В 1979 году Министерство высшего и средне-специального образования СССР, ЦК профсоюза работников просвещения ВШ и научных учреждений награждают коллектив Карагандинского политехнического института «Почетной грамотой» со второй денежной премией.
- В 1979 году ЦК КПСС Совет Министров СССР, ВЦСПС и ЦК ВЛКСМ присуждают коллективу Карагандинского ордена Трудового Красного Знамени политехнического института «Переходящее Красное Знамя» за достижение наивысших результатов во Всесоюзном социалистическом соревновании, за повышение эффективности производства и качества работы, успешное выполнение плана экономического и социального развития на 1979 год.
- В 1980 году Министерство высшего и средне-специального образования СССР, ЦК профсоюзов работников просвещения ВШ и научных учреждений присуждает коллективу Карагандинского ордена Трудового Красного Знамени политехнического института «Переходящее Красное Знамя» с первой денежной премией.
- В 1980 году ЦК ЛКСМ Казахстана вручил «Переходящее Красное Знамя» лучшему районному студенческому строительному отряду Карагандинского политехнического института «Политехник-80».
- В 1981 году Постановлением ЦК КП Казахстана, Президиумом Верховного Совета и Совета Министров КазССР Карагандинский политехнический институт занесен в «Золотую Книгу Почета КазССР» за высокие показатели в выполнении заданий пятилетки.
- В 1982 году ЦК КП Казахстана, Совет Министров КазССР, Казсовпроф и ЦК ЛКСМ Казахстана присудили коллективу Карагандинского ордена Трудового Красного Знамени политехнического института — победителю в Республиканском соревновании «Переходящее Красное Знамя» и Диплом за большие достижения в подготовке высококвалифицированных специалистов для народного хозяйства Республики.
- В 1984 году Минвуз КазССР и РК профсоюза работников просвещения и ВШ и научных учреждений наградили коллектив Карагандинского ордена Трудового Красного Знамени политехнического института «Переходящим Красным Знаменем» за успехи в подготовке высококвалифицированных специалистов для народного хозяйства страны, перевыполнение обязательств среди вузов Республики Казахстан за 1983 год.
- В 1984 году В честь 30-летия Целины и 25-летия движения ССО, за высокие показатели в работе, производственной и общественно-политической деятельности ССО «Политехник» награждается почетным «Красным Знаменем» ЦК КП Казахстана и Совета Министров КазССР.
- В 1988 году ЦК КП Казахстана, Совет Министров КазССР, Казсовпроф и ЦК ЛКСМК Казахстана присудили коллективу Карагандинского ордена Трудового Красного Знамени политехнического института — победителю в Республиканском соревновании за лучшие результаты в проведении фундаментальных и прикладных исследований, создании и внедрении техники новых поколений в 1988 году «Переходящее Красное Знамя».
- В 1988 году Минобразования КазССР и РК профсоюза работников народного образования и науки наградили коллектив Карагандинского ордена Трудового Красного Знамени политехнического института «Почетной грамотой» за достижение высоких результатов в обучении и воспитании будущих специалистов в соответствии с требованиями перестройки высшей школы.
- В 1989 году ЦК КП КазССР, Совет Министров КазССР, Казсовпроф, ЦК ЛКСМК Казахстана присудили коллективу Карагандинского ордена Трудового Красного Знамени политехнического института — победителю в Республиканском социалистическом соревновании за лучшие результаты в проведении фундаментальных и прикладных исследований, создании и внедрении техники новых поколений, высокоэффективных технологических процессов, высокопродуктивных сортов сельскохозяйственных культур и пород животных в 1989 году «Переходящее Красное Знамя».
- В 1989 году ЦК КП Казахстана, ВЦСПС и ЦК ЛКСМК присуждают командному составу отрядов ССО Карагандинского политехнического института «Переходящее Красное Знамя» за успешную подготовку к третьему трудовому семестру.
- В 1989 году Президиум правления Союза НИО СССР наградили коллектив Карагандинского ордена Трудового Красного Знамени политехнического института «Почетной грамотой» за первое место на «Ярмарке» научно-технических работников и идей 1989 года.
- В 2002 году Международная ассоциация содействия промышленности (фр. Société d'Encouragement pour l'Industrie Nationale, SPI[9]) города Парижа вручила Карагандинскому государственному техническому университету и ректору Г. Г. Пивень — лауреату Международной программы «Золотую медаль SPI» «За динамичное развитие, высокое качество товаров и услуг».[источник не указан 892 дня]
- В 2005 году Международный фонд FEBR (Женева, Швейцария) наградил Карагандинский государственный технический университет золотой медалью «За высокое качество в деловой практике»
- В 2006 году Карагандинский государственный технический университет стал обладателем Международной премии — Знака почета «Лидер национальной экономики 2006». Награда была торжественно вручена ректору университета, доктору технических наук, профессору, академику МАН ВШ Г. Г. Пивень на Международном саммите «Лидеры национальных экономик», прошедшем в Москве.
- В 2009 году КарГТУ стал обладателем Награды тысячелетия «За заслуги перед человечеством», врученной международной имиджевой программой «Лидеры XXI столетия» в г. Болонья (Италия).

## Рейтинги КарГТУ
В 2014 году агентство «Эксперт РА» включило вуз в список лучших высших учебных заведений Содружества Независимых Государств, где ему был присвоен рейтинговый класс «Е».
В 2017 году, по данным национального рейтинга Независимого казахстанского агентства по обеспечению качества в образовании (НКАОКО), Карагандинский государственный технический университет занял второе место в рейтинге лучших технических вузов Казахстана.
Согласно Национальному рейтингу ведущих технических вузов Казахстана за 2024 год, университет занял 5-е место с итоговой оценкой 51,28 из 100 возможных баллов. 